# Nowrozabad
Nowrozabad (Khodargama) is een nagar panchayat (plaats) in het district Umaria van de Indiase staat Madhya Pradesh. 

## Demografie
Volgens de Indiase volkstelling van 2001 wonen er 22.401 mensen in Nowrozabad, waarvan 52% mannelijk en 48% vrouwelijk is. De plaats heeft een alfabetiseringsgraad van 59%. 